# Katarina Dangubić

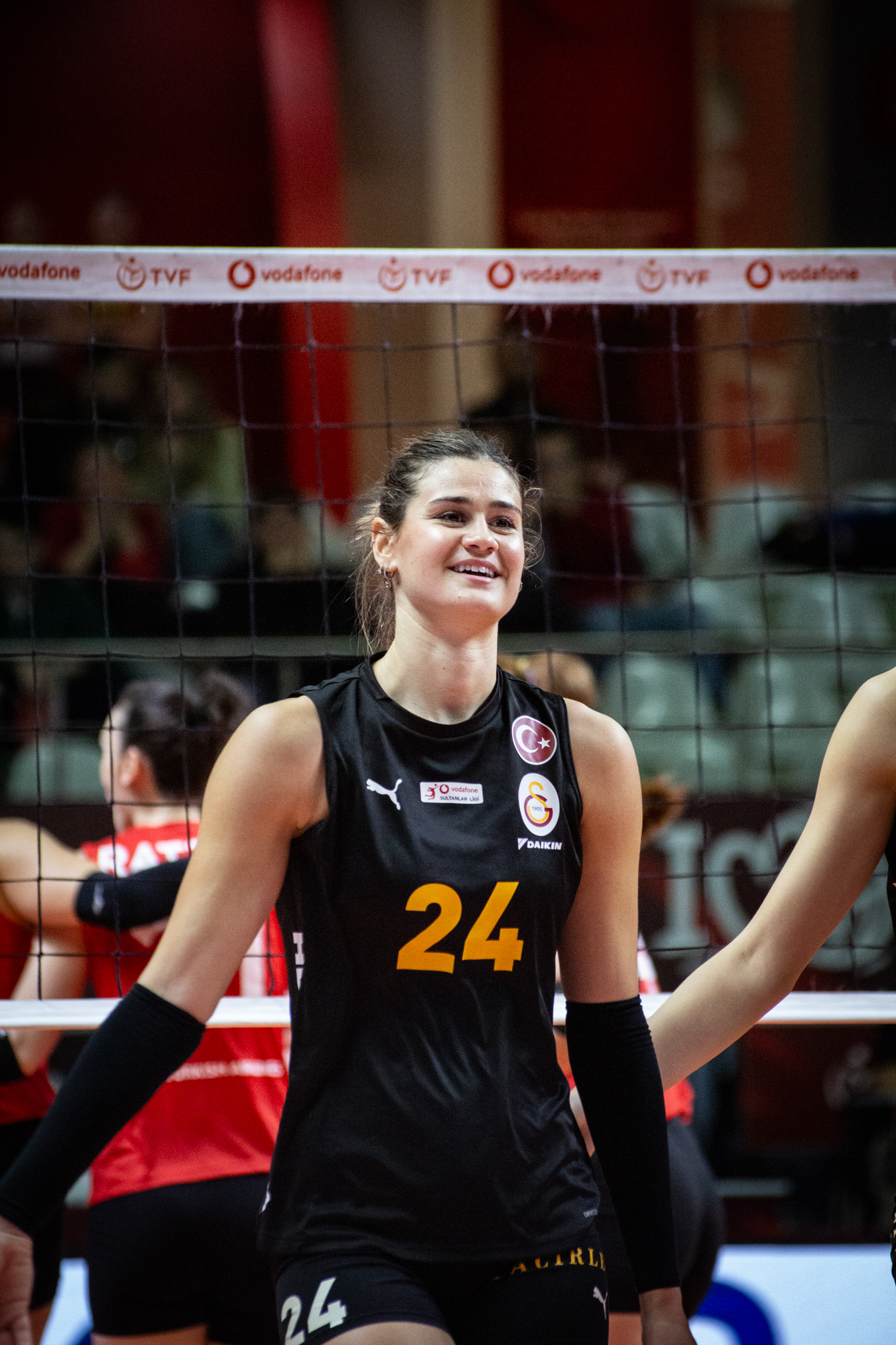
Katarina Dangubić zawodniczką Galatasaray Daikin Stambuł w sezonie 2024/2025

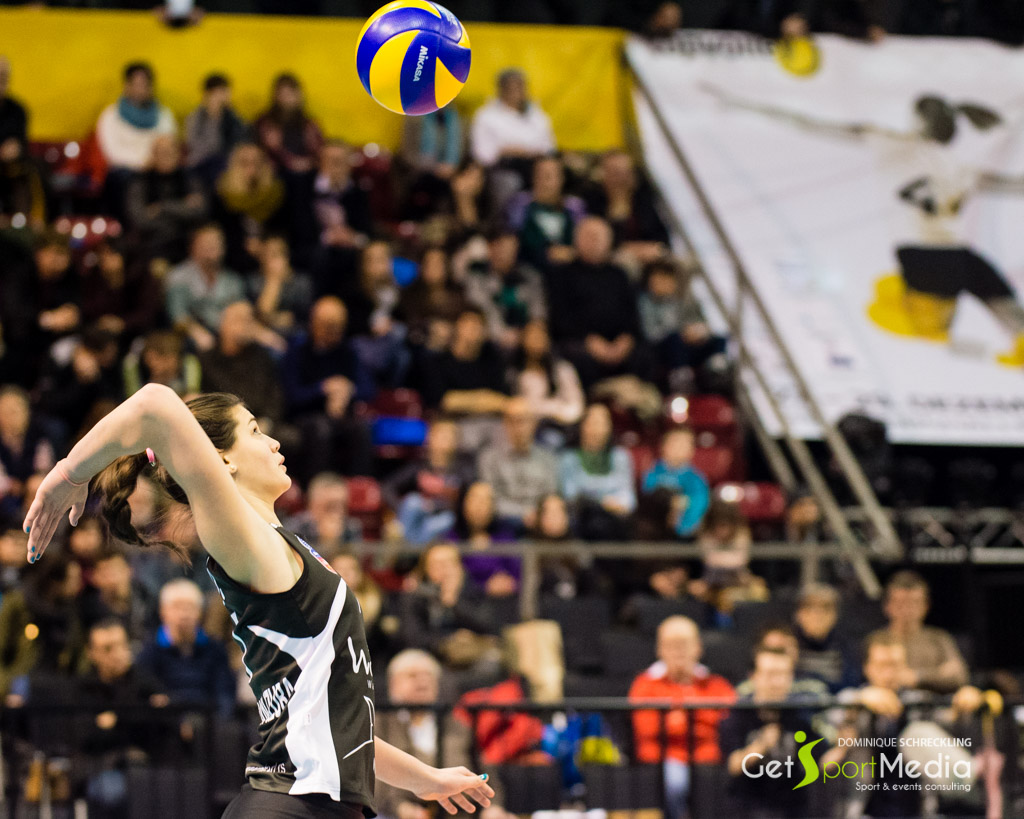
Katarina Lazović zawodniczką Vizura Belgrad podczas wykonywania zagrywki w sezonie 2014/2015

Katarina Nina Dangubić z domu Lazović (ur. 12 września 1999 w Belgradzie) – serbska siatkarka, reprezentantka kraju, grająca na pozycji przyjmującej. Od sezonu 2019/2020 do sezonu 2020/2021 była zawodniczką ŁKS-u Commercecon Łódź. 
Zaczęła grać w siatkówkę w wieku 10 lat.
30 czerwca 2024 roku jej mężem został serbski koszykarz Nemanja Dangubić.

## Kariera klubowa
| Lata                      | Klub                       |
| 2014–2019                 | Vizura Belgrad             |
| 2019–2021                 | ŁKS Commercecon Łódź       |
| 2021–2022                 | Vero Volley Monza          |
| 2022–2023                 | Beijing BAIC Motor         |
| 2023–2023 (od 09.01.2023) | Çukurova Belediyespor      |
| 2023–2024                 | Beijing BAIC Motor         |
| 2024–2025 (od 31.01.2024) | Galatasaray Daikin Stambuł |
| 2025–                     | VakıfBank Stambuł          |

## Sukcesy klubowe
Superpuchar Serbii:
- 2014, 2015, 2017, 2018

Puchar Serbii:
- 2015, 2016

Liga serbska:
- 2015, 2016, 2017, 2018[11]

Liga polska:
- 2020, 2021

Liga włoska:
- 2022[12]

## Sukcesy reprezentacyjne
Mistrzostwa Europy Juniorek:
- 2014
- 2016

Mistrzostwa Europy Kadetek:
- 2015

Mistrzostwa Europy:
- 2019
- 2021, 2023[13]

Liga Narodów:
- 2022[14]

Mistrzostwa Świata:
- 2022[15]

## Nagrody indywidualne
- 2015: Najlepsza przyjmująca Mistrzostw Europy Kadetek
- 2016: Najlepsza przyjmująca Mistrzostw Europy Juniorek[16]